# Hieracium alatavicum
Hieracium alatavicum là một loài thực vật có hoa trong họ Cúc. Loài này được (Zahn) Üksip ex Zuckerw. mô tả khoa học đầu tiên năm 1993.